# Транспортна връзка Големият Белт
Транспортната връзка Големият Белт на датски: Storebæltsforbindelsen e съставена от няколко различни по вид транспортни съоръжения, които пресичат основно протока Големият Белт между островите Шеланд (на датски: Sjælland) и град Нюборг (на датски: Nyborg). Състои се от автомобилен окачен мост и железопътен тунел между Шеланд и малкия остров Sprogø, намиращ се в средата на Големия Белт и мост (Box girder bridge) за железопътен и автомобилен мост между Sprogø и остров Фюн (на датски: Fyn). Общата дължина е 18 км.

## Структура
Транспортната връзка Големият Белт е най-големият строителен проект, изпълняван в историята на Дания. Съоръженията на транспортната връзка са следните:
- Железопътен двоен тунел с дължина 8024 м. между остров Шеланд и изкуствено разширения остров Sprogø.
- Източният мост между Шеланд и Sprogø с една средна част, изпълнена като висящ мост с дължина от 1624 м. и
- Комбиниран (автомобилен и железопътен мост) железобетонен мост с дължина 6611 м. на запад между остров Sprogø и град Нюборг на остров Фюн.

Под двата моста (източния и западния) се извършва корабоплаване, като през източната част височината е 65 м. и тя е предназначена основно за големите кораби, а при западната височината на преминаване е 30 м. и е предназначена за малките плавателни съдове.

## Галерия
- Източният пост погледнат отдолу.
- Поглед отдолу на източния мост югоизточно към Korsør.
- Източният мост от върха на източния пилон.
- Източният мост в ясен ден.
- Двата пилона от близък план.
- „Allure of the Seas“ преминаващ под източния мост
- Източният мост при залез.
- Източният мост през нощта.
- Източният мост при залез, погледнат от борда на круизен кораб.
- Преминаване на източния мост на борда на круизен кораб.